# Punta Giordani
La Punta Giordani és una muntanya de 4.064 metres que es troba a la regió de Vercelli a Itàlia.